# Верремайер, Штефани
Штефани Верремайер (нем. Stefani Werremeier; род. 17 октября 1968, Оснабрюк, Нижняя Саксония) — немецкая гребчиха, выступавшая за сборные ФРГ и объединённой Германии по академической гребле в 1980-х и 1990-х годах. Серебряная призёрка летних Олимпийских игр в Барселоне, двукратная чемпионка мира, победительница многих регат национального и международного значения.

## Биография
Штефани Верремайер родилась 17 октября 1968 года в городе Оснабрюк, ФРГ. Проходила подготовку в местном гребном клубе «Оснабрюккер».
Впервые заявила о себе в гребле в 1986 году, выиграв серебряную медаль в распашных рулевых восьмёрках на чемпионате мира среди юниоров в Чехословакии.
В качестве запасной спортсменки присутствовала на летних Олимпийских играх 1988 года в Сеуле, однако её участие здесь не потребовалось.
Первого серьёзного успеха на взрослом международном уровне добилась в сезоне 1989 года, когда вошла в основной состав западногерманской национальной сборной и побывала на мировом первенстве в Бледе, откуда привезла награду бронзового достоинства, выигранную в безрульных двойках. Также стартовала здесь в восьмёрках, расположившись в итоговом протоколе на пятой позиции.
В 1990 году в безрульных двойках одержала победу на чемпионате мира в Тасмании. Это был единственный раз в истории, когда западногерманским гребчихам удалось стать чемпионками мира в олимпийской дисциплине.
Начиная с 1991 года представляла сборную объединённой Германии, в частности в этом сезоне выиграла серебряную медаль на мировом первенстве в Вене, уступив в финале безрульных двоек только экипажу из Канады.
Благодаря череде удачных выступлений удостоилась права защищать честь страны на Олимпийских играх 1992 года в Барселоне — вместе с напарницей Ингебург Шверцман завоевала серебряную олимпийскую медаль в программе безрульных двоек, уступив на финише канадским спортсменкам. За это выдающееся достижение 23 июня 1993 года была награждена высшей спортивной наградой Германии «Серебряный лавровый лист».
После барселонской Олимпиады Верремайер осталась в составе немецкой национальной сборной на ещё один олимпийский цикл и продолжила принимать участие в крупнейших международных регатах. При этом, поскольку её многолетняя партнёрша Шверцман уехала в Швейцарию и завершила карьеру, отныне она выступала в распашных рулевых восьмёрках.
В 1994 году в восьмёрках победила на мировом первенстве в Индианаполисе, став таким образом двукратной чемпионкой мира по академической гребле.
В 1995 году на чемпионате мира в Тампере показала четвёртый результат в той же дисциплине.
Принимала участие в Олимпийских играх 1996 года в Атланте — на сей раз стартовала в безрульных двойках вместе с Катрин Хаккер, но попасть в число призёров не смогла — финишировала в финале четвёртой.
Впоследствии работала врачом общей практики в коммуне Лостау, Саксония-Анхальт.